# Деречинское гетто
Гетто в Дере́чине (начало 1942 — июнь-июль 1942) — еврейское гетто, место принудительного переселения евреев поселка Деречин Зельвенского района Гродненской области в процессе преследования и уничтожения евреев во время оккупации территории Белоруссии войсками нацистской Германии в период Второй мировой войны.

## Оккупация Деречина и создание гетто
В предвоенные годы в деревне Деречин жили 1346 евреев (в 1921 году). Религиозной жизнью еврейской общины руководил раввин Бакальчук, ставший последним раввином местечка. Деречин был оккупирован немецкими войсками на протяжении более 3-х лет — с 28 июня 1941 года до 11 июля 1944 года.
Непосредственно власть в местечке была представлена несколькими немецкими жандармами, которые набрали себе в подчинение около 100 полицаев из местных добровольцев.
Заняв деревню, немцы сразу же начали реализовывать гитлеровскую программу уничтожения евреев, первый этап которой состоял в их изоляции — в начале (в июле) 1942 года (в 1941 году) местных евреев согнали в гетто, расположенное недалеко от костела, заставив ютиться по несколько семей на комнату. В гетто также пригнали и евреев из близлежащих деревень.

## Условия в гетто
Территория гетто представляла собой улицу и переулок, ограждённые колючей проволокой. Все евреи под страхом смерти были обязаны носить спереди и сзади нашивку в виде шестиконечной звезды, даже если еврей получал пропуск на выход из гетто, то не имел права ходить по тротуару. Для управления еврейской общиной согласно немецким приказам нацистами был сформирован юденрат — еврейский совет.
Узников заставляли заниматься изнурительным принудительным трудом на дорожных и других тяжёлых работах. Все трудоспособные евреи должны были к 7 часам утра ежедневно являться в юденрат для распределения на принудительные работы. Женщин отправляли убирать и мыть казармы, туалеты, окна.
Юденрат мог выделять на каждого работника только по 250 грамм эрзац-хлеба. Выжить евреям помогал товарообмен — в темноте к ограде гетто приходили местные крестьяне и обменивали продукты на вещи.
Из-за страшной тесноты, грязи и голода начались эпидемии и всевозможные болезни, ежедневно уносящие жизни узников.
Немцы и коллаборационисты безнаказанно издевались над евреями, избивали их резиновыми палками и «убивали для своей личной утехи из огнестрельного оружия». Немцы любили развлекаться, запрягая еврейских парней в рессорную коляску и катая в ней по городу начальника жандармерии.
Известен случай, когда от юденрата потребовали «контрибуцию» в размере нескольких килограммов золота и серебра, взяв до выплаты 15 заложников. Несмотря на все усилия, узники не смогли собрать нужное количество драгоценностей, и немцы убили заложников.
Немцы и полицаи постоянно отбирали еврейских девушек и увозили их в свой штаб — никто из них не вернулся, трудоспособных мужчин часто увозили на какие-то работы в Слонимское гетто — и никто из них тоже не вернулся. По доносу арестовали и расстреляли несколько евреев, решивших организовать побег. Нескольких полицаев, которые дружили до войны с евреями и попытались каким-то образом облегчить им жизнь, тоже расстреляли по доносу.

## Уничтожение гетто
В апреле 1942 года немецкий карательный жандармский отряд убил 150 евреев Деречина в качестве мести и устрашения за побег из гетто 7 узников. Расстрел был организован в лесу Родишки Мостовского района, тела убитых закопали в близлежащем рву.
23-26 июня (24 июля) 1942 года гетто Деречина было полностью уничтожено. Евреев убивали жандармы и белорусские полицаи. Гетто было окружено в четыре часа утра отрядом карателей из 14 немецких жандармов и 70 местных полицейских, вокруг забора были установлены пулеметы, и, по словам очевидца, «всё местечко от старого до малого обоего пола было повыбито».
На рассвете помощники полицаев начали копать ямы у дороги за мельницей. После полудня евреев согнали в колонну и в окружении полицаев повели к месту убийства — мужчины, подростков и женщин с младенцами на руках. Впереди шёл председатель юденрата. На некотором расстоянии от ям евреев остановили и заставили раздеться догола. Полицаи отделяли людей группами, избивая, гнали к яме и убивали.
Один из «бобиков» (так в народе прозвали полицаев) увидел знакомую молодую еврейку, которая села на обочину дороги и отказалась идти к расстрельным ямам. Увидев полицая, она попросила забрать её новые лакированные туфли, лишь бы он убил её сразу, без мучений. Лёшка (так звали полицая) небрежно выстрелил в девушку, забрал туфли и ушёл, а она, раненая, ещё долго мучилась, пока умерла.
После расстрела полицаи забавлялись, укладывая голые мертвые тела убитых мужчин и женщин в интимные позы. После этого, прочёсывая и грабя гетто, полицаи увидели оставшуюся парализованную старуху, стащили её с кровати и стали искать в её постели спрятанные драгоценности, — ничего не найдя, добили старушку камнем.
Еврейское имущество безнаказанно грабилось. Свидетели вспоминали, что когда в конце войны через Деречин бежали немцы и их пособники, то «…власовцы грабили Деречин так же основательно, как за два года до этого некоторые жители местечка грабили имущество расстрелянных евреев».
У немцев работал банщик по фамилии Кулак. Во время расстрела он без приказа, по собственной инициативе, выискивал еврейских детей, которым удалось убежать из гетто и спрятаться на огородах. Впоследствии он любил хвастался перед односельчанами, как зажимал шею пойманного ребёнка специальными, собственноручно им изготовленными щипцами, и «вёл жидёнка к яме». За это банщик получал от немцев награду — разрешение лично убить этого ребёнка. После войны его поймали и судили, на суде он постоянно напоминал, что не убивал никого, кроме евреев, — и получил только 10 лет лагерей (такой же срок давали и за украденный в колхозе мешок картошки).
Во время этой «акции» (таким эвфемизмом гитлеровцы называли организованные ими массовые убийства) было расстреляно около 3000 (2700) евреев. Убитых людей захоронили в воронках от авиационных бомб — шесть из которых были на окраине Деречина, а две — в центре.
Всего за время оккупации были расстреляны 4100 деречинских евреев — около 3000 в Деречине, а остальные были вывезены и убиты в других местах.
В 2013 году было обнаружено ещё одно ранее неизвестное место убийства и захоронения ещё 50 деречинских евреев.

## Палачи и организаторы убийств
Остались известны имена некоторых организаторов и участников массовых убийств евреев Деречина. Главным организатором был немецкий офицер Фриц Фига. В убийствах и грабежах еврейского имущества участвовали комендант белорусской полиции Черток, «начальник района» Волков, бургомистр Сончик, председатель «Белорусской народной самопомощи» (БНС) Воронович.
Весной 1943 года из Белостокского гетто сумела бежать группа евреев, и они двигались в восточном направлении в поисках партизан. Под Деречином местные мальчишки увидели их спящими в стогу сена, и с криками: «Жиды, жиды!» вызвали полицаев. Все евреи были убиты, а полицаи потом хвастались, что «на каждом убитом еврее было по несколько свитеров, дырки зашили и кровь отмыли, а немцы похвалили».

## Сопротивление
Узники гетто Деречина как-то узнали о предстоящем расстреле. Часть евреев смогла оказать убийцам сопротивление, часть смогла сбежать к партизанам Булака — крестьянина из соседней деревни Острово, бывшего председателя сельсовета.
Отряд Булака в одну из летних ночей 1942 года привёл свой отряд, большей частью состоявший из евреев, к Деречину, Внезапным ударом партизаны захватили казарму с полицаями, но не смогли сразу выбить немцев из штаба — здание имело толстые кирпичные стены, а с крыши по партизанам стрелял из пулемета лично комендант полиции Черток. По свидетельствам очевидцев: «Булак закричал: „Товарищи! Там засели убийцы ваших родителей. Евреи, вперед!“ Услышав многоголосое картавое „ура!“ со стороны расстрельных ям, суеверный Черток подумал, что воскресли евреи. Он приподнялся с криком: „Жиды, жиды из ям!..“ В ту же секунду партизанская пуля снесла ему верх черепа». Отряд захватил штаб, и потом каждый вечер в течение месяца партизаны возвращались в Деречин. Евреи сожгли собственные дома: «Нет наших родных, так пусть никто не пользуется нашим имуществом». Только через месяц немцы с помощью украинского батальона сумели вернуть себе власть в Деречине.
В районе Деречина также действовал самостоятельный еврейский партизанский отряд под командованием Иехезкеля Атласа, ядро которого составляли 120 евреев, бежавшие из Деречинского гетто. Отряд доктора Атласа провёл много успешных операций против нацистов, в том числе перед ликвидацией гетто в Деречине отряд напал на Деречинский гарнизон, и с ним из гетто ушли в лес те узники, кто решился присоединиться к партизанам. 10 августа Атлас повторил атаку, чего немцы совершенно не ожидали, и практически уничтожил немецкий гарнизон. Также в числе значительных операций отряда Атласа — уничтожение стратегически важного моста через Неман, а в августе 1942 года — даже захват немецкого самолёта.
В 1942 году семью Бешкиной Раисы (Реши) Абрамовны, 1925 года рождения, — всех 30 человек — убили в гетто Деречина, а ей удалось убежать, войти в партизанский отряд и героически воевать — она участвовала в семи боях, три из которых — нападения на немецкие гарнизоны, в том числе на гарнизон Деречина, где убили её семью.

## Случаи спасения и «Праведники народов мира»
Ноаха Мельника с риском для жизни укрывала и спасла в Деречине Филомена Дедович с дочерью Анной, за что они обе были удостоены почетного звания «Праведник народов мира» от израильского Мемориального комплекса Катастрофы и героизма еврейского народа «Яд Вашем» «в знак глубочайшей признательности за помощь, оказанную еврейскому народу в годы Второй мировой войны».
Соню Шелькович спас полицай Владимир Залевский, который полюбил её ещё до войны. Перед уничтожением гетто он сумел вывезти Соню из Деречина в дом своих родителей, а затем переправить к партизанам, где она стала партизанской связной.

## Память
В 1948 году в Деречине установлен обелиск в память о более 4000 евреях — жертвах Катастрофы. По свидетельствам местных жителей удалось установить имена только 47 убитых.
У деревни Моньковичи поисковики обнаружили останки ещё 40 жертв Деречинского гетто. За несколько недель до убийства их гоняли за 15 километров от Деречина в лес копать яму, потерявших силы расстреливали прямо по дороге. Однажды утром их привезли на машине, поставили в ряд и расстреляли, слегка присыпав им землёй только головы, — пока местные жители их не похоронили. Это место, где немцы и их пособники убивали евреев, до сих пор известно в округе как «Жидовская яма».
Опубликованы неполные списки жертв геноцида евреев в Деречине.